# Speerborsteltje
Het speerborsteltje (Potamothrix bavaricus) is een ringworm uit de familie van de Naididae. De wetenschappelijke naam van de soort is voor het eerst geldig gepubliceerd in 1913 door Oschmann.